# Osiedle Kopernika (Bełchatów)
Osiedle Kopernika – jedno z osiedli położonych w Bełchatowie, w województwie łódzkim, w Polsce.
Osiedle Kopernika jest usytuowane w centrum miasta. Jest położone pomiędzy ulicami 9 Maja, ulicą 1 Maja, ulicą Stefana Okrzei i ulicą Boczną. Granica między osiedlem Kopernika a osiedlem Okrzei przebiega pomiędzy blokiem numer 24, leżącym na terenie osiedla, a blokiem numer 23, położonym na osiedlu Okrzei. Granicą między tymi blokami jest droga dojazdowa do tych bloków. Dalej granica ma charakter umowny, biegnie ona, prawie równolegle do ulicy 9 Maja, do ulicy Bocznej.
Na terenie osiedla znajduje się blok 24, położony w południowej części osiedla. W większości zabudowa mieszkalna składa się jednak głównie z domków jednorodzinnych. W północno-wschodniej stronie osiedla, przy ulicy Stefana Okrzei znajduje się Ośrodek Pomocy Dzieciom i Rodzinie. W tym samym budynku znajduje się także parafia Kościoła Ewangelicko-Reformowanego. Usytuowane są także liczne sklepy, punkty usługowe, banki, apteka, bar, lodziarnia itd, a także młyn elektryczny, położony w północnej części osiedla.
Osiedle Kopernika sąsiaduje z:
- Osiedlem Okrzei
- Osiedlem Konopnickiej